# لکوسیت استراز
لکوسیت استراز (LE) یک استراز (نوعی آنزیم) است که توسط لکوسیت‌ها (گلبول‌های سفید خون) تولید می‌شود. آزمایش لکوسیت استراز (تست LE) یک آزمایش ادرار برای بررسی وجود گلبول‌های سفید خون و سایر ناهنجاری‌های مرتبط با عفونت است.
وجود گلبول‌های سفید در ادرار می‌تواند نشان‌دهندهٔ عفونت دستگاه ادراری (UTI) باشد. مثبت بودن نتایج این آزمایش می‌تواند از نظر بالینی قابل توجه باشد. آزمایش لکوسیت استراز همچنین برای غربال‌گری سوزاک و عفونت‌های مایع آمنیوتیک استفاده می‌شود. ترکیبی از آزمایش لکوسیت استراز با آزمایش نیتریت ادراری، شواهدی عالی برای اثبات وجود عفونت در دستگاه ادراری به پزشک ارائه می‌دهد. نوارهای آزمایش ادرار (دیپستیک) می‌توانند هر دو آزمایش ذکرشده را انجام دهند. نمونهٔ ادراری که هم برای نیتریت و هم لکوسیت استراز مثبت باشد باید برای بررسی باکتری‌های بیماری‌زا کشت داده شود.
پیشنهاد شده‌است که نوارهای طراحی‌شده برای آزمایش لکوسیت استراز ادرار (تست Combur UX) می‌تواند ابزار مفیدی برای تشخیص پریتونیت باکتریایی خودبه‌خودی (SBP) باشد. براگا و همکاران. به این نتیجه رسیده‌اند که تست ادرار Combur UX یک روش بسیار حساس و خاص برای تشخیص پریتونیت باکتریایی خودبه‌خودی در مایع آسیتی بیماران سیروزی است که تحت پاراسنتز قرار گرفته‌اند.